# Afrikai oroszlánkutya
Az afrikai oroszlánkutya (Rhodesian ridgeback, magyarul kb. „rodéziai tarajoshátú”) Zimbabwe állam területéről származik. Jelenleg az afrikai oroszlánkutya az egyetlen bejegyzett Dél-Afrikából származó őshonos fajta.
Ősi kutyafajta, amely már az i. e. 2500 tájáról származó ókori egyiptomi falfestményeken megjelenik. A későbbiekben a föniciai hajósok is megkedvelték és vitték magukkal néhány példányt hajó útjaik során. Így került el a fajta Délkelet-Ázsiába, ahol a helyi kutyafajtákkal keveredve kialakult belőle a thai ridgeback. Sokáig vadon élő, falkában kóborló, embert kerülő fajta volt, amit később dél-afrikai telepesek háziasítottak. Termetes, izmos kutya. Feje háromszög alakú, keskeny, melyet nagy lógó fülei kereteznek. Végtagjai egyenesek, erősek. Nagyon jó futó, farkát lelógatva tartja. Sárgás-vöröses szőrzetének különlegessége a gerinc vonalán a fartól egészen a vállig húzódó szőrbarázda, amely a testszőrzettel ellentétesen nő.

## Tulajdonságai
Nagy termetű, izmos állat. Feje elkeskenyedő. Szeme sötétbarna. Füle lelóg. Arcorri részén fekete maszkot visel. Végtagjai egyenesek, párhuzamosak. Farka lelóg, a végét kissé kunkorítja. Szőrzete rövid, hátán sajátos szőrbarázda van, amely a testszőrzettel ellentétes irányú, s a faroktól a fej felé húzódik. Színe sárgásvörös.
- Tulajdonságai: Hűséges, megbízható, könnyen képezhető, jó természetű.
- Profil: vadászkutya
- Marmagasság: kan 64–69 cm, szuka 61–66 cm
- Testtömeg: szukák 30-35, kanok 40-45
- Alomszám: 7-12 kölyök
- Várható élettartam: 10-14 év

Az ember mellett hűséges, jóindulatú társsá vált. Megbízhatósága, és veleszületett intelligenciája alkalmassá teszi a kiképzésre. Ültetvényeket, településeket, szafarik sátortáborait kellett őriznie az afrikai éjszakában, valamint ragadozó nagyvadakat kellett elriasztania. Ha kellett, harcba is szállt, és gyakran győzedelmeskedett, innen kapta nevét: oroszlánkutya.
Nyugodt, kiegyensúlyozott, idegenekkel szemben tartózkodó, de nem agresszív, nem félénk. Nagy mozgásigényű. Rendkívül családcentrikus, kiváló őrző. Testileg-lelkileg kb. 2-3 éves korukra érnek meg.